# Кубок Сэма Магуайра
Ку́бок Сэ́ма Магуа́йра (англ. Sam Maguire Cup, ирл. Corn Sam Mhic Uidhir), также известный как просто Сэм (англ. Sam, The Sam, ирл. Sam Óg) — кубок, вручаемый Гэльской атлетической ассоциацией команде, победившей во Всеирландском чемпионате по гэльскому футболу. Трофей вручается победителю с 1928 года; в 1988 году старый трофей был передан Музею ГАА, после чего стал вручаться приз нового образца. Команда-победитель получает приз после финала Всеирландского чемпионата, проходящего в 35-е воскресенье каждого года (до 2018 года — в третье или четвёртое воскресенье сентября) на дублинском стадионе «Кроук Парк».

## Изготовление трофея
Кубок получил имя Сэма Магуайра, игрока лондонского клуба ГАА и бывшего игрока в гэльский футбол. Несколько его друзей создали комитет в Дублине во главе с Патриком Маккартаном из местечка Кэррикмор (Тирон), чтобы собрать средства для увековечивания памяти Магуайра. Они решили создать кубок, который бы принадлежал Гэльской атлетической ассоциации, и та согласилась.
Стоимость кубка составила 300 фунтов стерлингов по тем временам (эквивалент современных 25 тысяч евро). Кубок представляет собой достоверную копию чаши из Арда и изготовлен вручную из одного куска серебра, а не на вращающемся станке. Хотя он был выполнен вполне хорошо, даже сегодня на кубке видны следы ударов молота, запечатлённые в ходе производства. Изготовлением кубка занималась дублинская ювелирная компания Hopkins and Hopkins с моста О’Коннелла, также занимавшаяся производством часов. Над кубком работал кузнец Мэттью Дж. Стонтон (1888–1966) с улицы Д'Ойлера в Дублине, представитель династии кузнецов, которая возникла ещё в эпоху гугенотов и переселилась в Ирландию в XVII веке. Он работал в дублинской кузнице Edmond Johnson Ltd, где в 1921 году был изготовлен и Кубок Лиама Маккарти, вручаемый всеирландскому чемпиону по хёрлингу. В октябре 2003 года в газете Alive! было опубликовано письмо сына кузнеца, Мэттью Стонтона-младшего, в котором он подтверждал, что это его отец изготовил оригинальный Кубок Сэма Магуайра в 1928 году.

## Обладатели старого трофея
В 1928 году первым обладателем стала команда графства Килдэр, победившая в финале команду Каван». Этот же трофей остаётся последним для команды: в 1998 году они проиграли в финале Голуэю».
- Рекордсменом по числу обладателей старого трофея остаётся клуб «Керри[англ.]», в активе которого есть две серии из четырёх побед подряд (с 1929 по 1932 и с 1978 по 1981 годы), две серии из трёх побед подряд (с 1939 по 1941 и с 1984 по 1986 годы) и две победы подряд в 1969 и 1970 годах.
- Три раза подряд кубок доставался «Голуэю» (с 1964 по 1966 годы).
- В активе клуба «Роскоммон» есть серия из двух побед подряд в 1943 и 1944 годах. Уже после него, в 1947 и 1948 годах подряд побеждал «Каван». Подобные серии из двух побед подряд также есть у команд «Мейо[англ.]» (1950 и 1951), «Даун[англ.]» (1960 и 1961), «Оффали» (1971 и 1972) и «Дублин» (1976 и 1977).
- Шесть человек становились двукратными всеирландскими чемпионами: Джо Барретт[англ.] (Керри), Джимми Мюррей[англ.] (Роскоммон), Джон Джо О’Райли[англ.] (Каван), Шон Фланаган[англ.] (Мейо), Энда Коллеран[англ.] (Голуэй), Тони Ханахоу[англ.] (Дублин).

В 1988 году кубок стал экспонатом Музея ГАА на стадионе «Кроук Парк», поскольку пострадал за несколько последних лет.

## Обладатели нового трофея
По просьбе ГАА кузнец из Килкенни Дезмонд А. Бёрн изготовил копию трофея, которая вручается с тех пор Всеирландскому чемпиону. В 2010 году для рекламных целей была изготовлена ещё одна, третья копия трофея.
Первым обладателем нового трофея стал «Мит» и его капитан Джо Кэсселс (1988 год), причём этот клуб стал последней командой, которая завоевала старый трофей (1987). По два раза новый кубок выигрывали «Корк» (1989 и 1990) и «Керри» (2006 и 2007). «Дублин» — единственная команда, которая выигрывала кубок больше двух раз подряд с 1988 года — в её активе серия из четырёх побед подряд с 2015 и 2018 годы. Рекордсменом по числу выигранных трофеев среди капитанов команд является капитан «Дублина» Стивен Клакстон, который выигрывал кубок, помимо победной четырёхлетней серии «Дублина», и в 2013 году. Всего два человека выигрывали новый трофей в качестве капитанов два раза за свою карьеру — Деклан О’Салливан (Керри) и Брайан Духер (Тирон).

## Все обладатели
Старый трофей
- Керри[англ.]: 1929, 1930, 1931, 1932, 1937, 1939, 1940, 1941, 1946, 1953, 1955, 1959, 1962, 1969, 1970, 1975, 1978, 1979, 1980, 1981, 1984, 1985, 1986
- Дублин: 1942, 1958, 1963, 1974, 1976, 1977, 1983
- Голуэй: 1934, 1938, 1956, 1964, 1965, 1966
- Каван: 1933, 1935, 1947, 1948, 1952
- Мит[англ.]: 1949, 1954, 1967, 1987
- Мейо[англ.]: 1936, 1950, 1951
- Даун[англ.]: 1960, 1961, 1968
- Оффали: 1971, 1972, 1982
- Роскоммон: 1943, 1944
- Корк[англ.]: 1945, 1973
- Килдэр[англ.]: 1928
- Лаут: 1957

Новый трофей
- Дублин: 1995, 2011, 2013, 2015, 2016, 2017, 2018
- Керри[англ.]: 1997, 2000, 2004, 2006, 2007, 2009, 2014
- Мит[англ.]: 1988, 1996, 1999
- Корк[англ.]: 1989, 1990, 2010
- Тирон: 2003, 2005, 2008
- Даун[англ.]: 1991, 1994
- Донегол: 1992, 2012
- Голуэй: 1998, 2001
- Дерри[англ.]: 1993
- Арма: 2002